# Wąsy-Kolonia
Wąsy-Kolonia [ˈvɔ̃sɨ kɔˈlɔɲa] est un village polonais, situé dans la Powiat de Varsovie-ouest et dans la voïvodie de Mazovie dans le centre-est de la Pologne.
Le village a une population de 112 habitants en 2000.